# Charles Vanderbourg
Martin-Marie-Charles de Boudens, vicomte de Vanderbourg, né le 8 juillet 1765 à Saintes et mort le 16 novembre 1827, est un homme de lettres français.

## Biographie
Martin-Marie-Charles de Boudens de Vanderbourg est le fils de Charles Benoît Boudens de Vanderbourg, lieutenant-colonel commandant du bataillon de garnison de Beauvais, chevalier de l'ordre de Saint-Louis, et de Marie Magdelaine Berry (fille du maire de Saintes Jacques Berry).
Officier de marine avant la Révolution, émigré sous la Terreur et sous le Directoire en Allemagne, où il devint l’ami de Jacobi et de Stolberg.
Rentré en France en 1802, il se fit connaître par la publication des Poésies de Clotilde de Surville (1803, in-8°), que la plupart des critiques, Raynouard, Daunou, et plus tard Sainte-Beuve et Villemain, regardèrent comme une contrefaçon habile du XVe siècle. Vanderbourg en soutint l’authenticité et prétendit n’avoir fait qu’éditer un manuscrit communiqué par les héritiers du marquis de Surville, sauf des retouches dont il laissa ignorer l’importance.
Il fut nommé, en 1814, membre de l’Académie des inscriptions et belles-lettres et, en 1815, censeur. Outre des écrits philologiques publiés dans les Archives littéraires de l’Europe, le Publiciste, le Mercure étranger, le Journal des savants, etc., on lui doit des Mémoires dans le recueil de l’Académie des inscriptions, des articles dans la Biographie universelle ; les traductions de Waldemar, par Jacobi (1796, 2 vol. in-12), du Laocoon, de Lessing (1802, in-8), du Voyage en Italie, par Meyer (1802, in-8°), du roman de Cratès et Hipparque, par Wieland (1818, 2 vol. in-8°) ; une traduction en vers des Odes d’Horace (1812, 2 vol. in-8°).

## Source
- Gustave Vapereau, Dictionnaire universel des littératures, Paris, Hachette, 1876, p. 2012